# Leptochrysa prisca
Leptochrysa prisca is een insect uit de familie van de gaasvliegen (Chrysopidae), die tot de orde netvleugeligen (Neuroptera) behoort. 
Leptochrysa prisca is voor het eerst wetenschappelijk beschreven door Adams & Penny in 1992.